# Đội tuyển bóng đá U-23 quốc gia Lào
Đội tuyển bóng đá U-23 quốc gia Lào (còn được gọi là U23 Lào, U-23 Lào hoặc Đội tuyển Olympic Lào) đại diện cho Lào tại Thế vận hội Olympic, Đại hội Thể thao châu Á, Đại hội Thể thao Đông Nam Á và các giải đấu quốc tế khác dành cho lứa tuổi dưới 23.

## Lịch thi đấu
Thắng       Hòa       Thua       Chưa thi đấu
| 16 tháng 7 Giải vô địch bóng đá U-23 Đông Nam Á 2025 | Campuchia   | 1–1 | Lào               | Bekasi, Indonesia                               |  |
| 17:00 UTC+7                                          | - Sokha 57' |     | - Phousomboun 18' | Sân vận động: Sân vận động Patriot Chandrabhaga |  |

| 19 tháng 7 Giải vô địch bóng đá U-23 Đông Nam Á 2025 | Lào | 0–3 | Việt Nam                                        | Bekasi, Indonesia                               |  |
| 17:00 UTC+7                                          |     |     | Khuất Văn Khang 19' · Nguyễn Hiểu Minh 71', 84' | Sân vận động: Sân vận động Patriot Chandrabhaga |  |

| 1 tháng 9 Vòng loại Cúp bóng đá U-23 châu Á 2026 | Indonesia | v | Lào | Sidoarjo, Indonesia                     |  |
| 19:30 UTC+7                                      |           |   |     | Sân vận động: Sân vận động Gelora Delta |  |

| 5 tháng 9 Vòng loại Cúp bóng đá U-23 châu Á 2026 | Lào | v | Hàn Quốc | Sidoarjo, Indonesia                     |  |
| 15:30 UTC+7                                      |     |   |          | Sân vận động: Sân vận động Gelora Delta |  |

| 9 tháng 9 Vòng loại Cúp bóng đá U-23 châu Á 2026 | Lào | v | Ma Cao | Sidoarjo, Indonesia                     |  |
| 15:30 UTC+7                                      |     |   |        | Sân vận động: Sân vận động Gelora Delta |  |